# Mohamed Fofana
Mohamed Fofana (Gonesse, 7 maart 1985) is een Franse voetballer (verdediger) van Afrikaanse afkomst die sinds 2004 voor de Franse eersteklasser Toulouse FC uitkomt. 